# 1491 az irodalomban
Az 1491. év az irodalomban.

## Születések
- 1491 – Loyolai Szent Ignác spanyol teológus, a jezsuita rend alapítója († 1556)

## Halálozások
- 1491 (vagy 1492) – William Caxton, angol nyomdász, könyvkiadó, fordító (* 1422 körül)